# Relations entre l'Argentine et l'Italie
Les relations entre l'Argentine et l'Italie sont des relations étrangères entre l'Argentine et l'Italie.
Les deux pays sont membres du G20 et des Nations unies.

## Histoire
En 1816, l'Argentine déclare son indépendance de l'Espagne.
En mai 1836, le royaume de Sardaigne reconnaît et établit des relations diplomatiques avec l'Argentine.

## Migration
Les deux nations entretiennent des relations amicales, dont l'importance est centrée sur l'histoire de la migration italienne en Argentine. Les Argentins d'ascendance italienne complète ou partielle sont au nombre d'environ 30 millions, soit 62 % de la population totale du pays.